# Occitano auvernês
O auvernês (em auvernês, auvernhat ) é idioma romana falado na maior parte da Auvérnia (exceto em Aurillac (Orlhac em occitano), na maioria de Velay e na metade do sul de Bourbonnais, o departamento inteiro de Puy-de-Dôme e uma parte de Cantal, de Haute-Loire, de Allier e de Creuse. É uma variedade do norte-occitano, particularmente evoluída no plano fonético de suas variantes nortistas (o norte-auvernense).
Uma vez que não há critérios universalmente aceitos para distinguir línguas de dialetos, não há consenso real sobre a natureza estrutural do Auvergnat. É geralmente classificado como um dialeto do  Occitano, mas alguns linguistas e acadêmicos consideram-na uma língua românicas|íngua Românica]] intimamente relacionada, sob forte influência Occitana por direito próprio. Com cerca de 80 mil falantes na região de Auvergne no início do século XXI, a língua parece estar seriamente ameaçada.

## Classificação
Auvergnat está nas seguintes categorias e subcategorias: indo-europeu, itálico, romance, ítalo-ocidental, galo-ibérico, galo-romance, occitano.

## História
Vários trovadores eram da Auvergne, incluindo Castelloza, Dalfi d'Alvernhe, Monje de Montaudon, Vesques de Clarmon, Peire d 'Alvernhe, Peire Rogier e Pons de Capduelh. Não compuseram, no entanto, no dialeto Auvergnat, mas no registro literário padrão do Occitano antigo. 
Documentos oficiais em Auvergnat tornaram-se comuns por volta de 1340 e continuam a ser encontrados até 1540, quando a transição para o francês foi concluída. O ponto alto para o uso do Auvergnat como língua oficial foi entre 1380 e 1480. Há uma peça teatral de paixão, Passion d'Auvergne, apresentada pela primeira vez em [Montferrand (distrito de Clermont-Ferrand em 1477, escrita principalmente em francês, mas que contém um Auvergnat seção de 66 linhas. Auvergnat foi substituído pelo francês no uso oficial em Montferrand já em 1388. O francês também suplantou o Auvergnat como a língua das classes superiores, mas permaneceu como a língua das comunidades rurais.

## Geografia

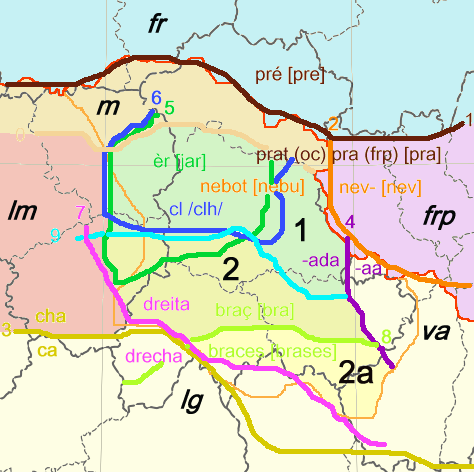
Auvergnat - delimitação

## Características
- Palatalização das consoantes diante de i e u: libre [ljibrə] (livro), nus [njy] (nu). Esta palatização varia segundo os lugares.

Outras características são afins com as de outras falas norte-occitanas:
- Palatalização dos grupos ca e ga para cha e ja/ia: lo jal chanta (por lo gal canta) (o galo canta).
- Queda das consonantes finais : a chantat com -t final muda (ha cantado).

As fronteiras efetivas de Auvergnat não coincidem completamente com as da atual região de Auvergne ou da região histórica de Auvergne, mas podem ser descritas da seguinte forma:
- Todo o departamento Puy-de-Dôme
- uma grande parte do departamento de Cantal, em grande parte centrada em Saint-Flour e Mauriac. Aurillac e o cantão de Pierrefort falam um dialeto chamado  carladézien , uma forma do dialeto Languedoc, com conjugações Auvergnat e o resto muito semelhante ao Languedoc] padrão.
- A maior parte do Haute-Loire além de Yssingeaux que fala Vivaro-Alpine,
- a metade sul de Allier (departamento), ou a província de Bourbonnais, perto de Montluçon e Vichy, com a metade norte em direção a Moulins tradicionalmente falando francês.
- Uma grande orla oriental de  Limousin, no departamento de Corrèze, perto de Ussel e Bort-les-Orgues. Esta é uma zona de transição entre Auvergnat e Limousin
- As comunidades de Noirétable e La Chamba no lado oeste do departamento de Loire.

### Limites Auvergnat
Existem fortes oposições entre Pierre Bonnaud (para quem o Auvergnat é uma língua própria, veja-se a linha laranja clara no mapa – observe-se que inclui a parte mais oriental do dialeto Marchois) e, por exemplo, Roger Teulat.

#### Influências
- 1: Latim pratus (prado)> pra (occitano, francoprovençal) vs. pré (francês)
- 2: Nepos latinos (sobrinho)> nebot (Occitan) vs. neveu. (Francês, francoprovençal)

A área em azul claro rotulada com fr é para French-Langue d'Oïl. A área roxa clara rotulada frp é para Francoprovençal.

#### Dialetos
- 0: Ausência de acento paroxiônico no norte - define o dialeto marchois, um nome frequentemente dado ao occitano falado na área de croissant. A área marcada com m é aquela do dialeto marchois.
- 3: A fronteira ca / cha separava o Occitano do Norte (Limousin, Auvergnat, Vivaro-Alpine, Marchois) e o Occitano do Sul (Gascon, Languedocien, Provençal). Faz parte da fronteira Auvergnat, junto com 7, em Cantal. A área lm é para o dialeto Limousin, va para Vivaro-Alpine, lg para Languedocien.
- 4: Femininos em  –ada  perderam intervocálico  d  e se tornaram  –aa : isso separa Auvergnat e Vivaro-Alpine (quase o mesmo limite para o indicativo de primeira pessoa presente em  –o  [u], outra característica do Vivaro-Alpine).

#### Definições
Estes não são característicos de Auvergnat como um todo, mas permitem definir um limite:
- 5 e 6: Correspondem ao Core Auvergnat, de acordo com Pierre Bonnaud. Eles podem ser usados para a fronteira oeste de Auvergnat. A área 5 tem a pronúncia [jaR] de  èr  (em torno de [ɛR]), a área 6 tem a palatalização de 'cl' 'para [kʎ] ou [çʎ].
- 7: Limite sudeste tem uma oposição entre  dreita  e  drecha
- 8: Este é para a fronteira sul: o plural de  braç  tem a mesma pronúncia que o singular; apenas o artigo permite diferenciação.

Observe-se que a maioria dos falantes occitanos usa 7 em vez de 8 para definir a fronteira sul.

#### Variação interna
Observe que alguns dos limites de definição permitem definir uma variação interna. O mais tradicional entre Auvergnat inferior ou norte e Auvergnat superior ou sul é a mutação de s antes de [k], [p] e [t] (linha 9). O Auvergnat baixo definido por Teulat está na área verde clara marcada como 1 no mapa. O Auvergnat alto definido por Teulat é a área marrom-amarela clara marcada como 2 no mapa. Uma área mais ampla (amarelo claro) é geralmente definida. O Auvergnat do Noroeste também pode ser definido por 5 e 6. O do Nordeste (Leste de 5 e 6, Norte de 9) tem, de acordo com Bonnaud, uma influência mais forte da fonética francesa (um pouco como o dialeto Marchois do Condado de Marche). 

## Subdialetos
O Auvergnat é mais frequentemente categorizado no grupo dialeto Occitano do Norte, junto com ao dialetos de Limousin e Vivaro-Alpine.
Existem duas distinções principais em Auvergnat:
- Auvergnat Setentrional( nord-auvergnat , também  bas-auvergnat ) em Puy-de-Dôme e Allier (Bourbonnais) e Haute-Loire ao norte de Brioude.
  - No sul de Allier (Bourbonnais), o  nord-auvergnat  local foi fortemente influenciado pelo francês, mas os traços linguísticos de Auvergnat permanecem dominantes. Esta zona de transição para o francês, chamada localmente de  le Croissant , inclui a orla norte de Limousin.
- Auvergnat do sul ( sud-auvergnat , também  haut-auvergnat ) falado em Cantal, Haute-Loire (com uma parte de Ardèche e a maior parte de Lozère).

A sugestão de que Auvergnat é uma língua independente, distinta do occitano, encontrou pouca ressonância com os linguistas, especialmente os linguistas românicos. É fortemente defendido por aqueles que defendem a  norme bonnaudienne , uma padronização de Auvergnat.

## Vitalidade linguística e uso
Uma compreensão da vitalidade e do uso geral de Auvergnat pode ser obtida a partir de uma pesquisa realizada em 2006 na região Auvergne.
O maior grupo das duas línguas faladas na região de Auvergne é referido como  patois  (78% da população) em comparação com outros termos regionais, com certas identidades culturais emergentes, como  auvergnat  (10% ),  occitano  (8%),  bourbonnais  (5%) ou  langue d'oc  (4%).
A língua regional, seja o occitano (em toda a região de Auvergne) ou o Oïl (no norte de Allier), representa uma forte presença na região:
- 61% afirmam entender sua língua regional mais ou menos, com 22% alegando entendê-la facilmente ou perfeitamente.
- 42% afirmam ser capazes de falar mais ou menos, com 12% afirmando que é fácil.
- 29% afirmam ler Auvergnat mais ou menos, com 10% afirmando que é fácil.
- 17% afirmam escrever Auvergnat mais ou menos, com 4% declarando que é fácil.

Grande parte da população que entende ou fala mesmo pouco ou, aliás, fluente, não sabe escrever nem ler nessa língua.
A aprendizagem de línguas é considerada essencial dentro de casa, de acordo com a pesquisa (avós apontados como 61%, ou outros membros da família em 50%) com um resultado muito fraco nas escolas (10%). Aqui se encontra o problema da transmissão da linguagem quando dependente do patrocínio do Estado. 40% dos adultos que não ensinaram sua língua aos filhos relataram se arrepender no momento da pesquisa. Esse sentimento é relatado com mais força entre os 35 ou menos grupos demográficos, com 58%. O desejo de aprender a língua local é relatado fortemente, com representação crescente entre os jovens, relatado em 23%. De acordo com a pesquisa, o desejo de incorporar a aprendizagem de línguas locais nas escolas é o seguinte: Haute-Loire (53%), Puy-de-Dôme (51%) e Cantal (74%). O desejo de ensinar para os próprios filhos é forte (41%) e é ainda mais forte com a população de 35 anos ou menos (58%). 71% dos habitantes da região são favoráveis à ideia de manter a língua e a cultura regionais, com resultado mais forte nos 35 e abaixo (76%). Para alcançar este desejo, espera-se que diferentes instituições desempenhem um papel (em porcentagem das pesquisadas):
- France 3 Auvergne, o canal de televisão local, deve oferecer programação em idioma regional (54%)
- A Região (54%), a Educação Nacional (43%), o Ministério da Cultura (42%) e as comunidades são vistos pela maioria dos Auvergnats como os locais mais corretos para desenvolver e transmitir a língua e cultura Auvergnat

## Autores
Autores que publicaram em Auvergnat:
- Pierre Bonnaud
- Daniel Brugès
- Antoine Clet (1705–1785)
- François Cognéras
- Étienne Coudert
- Andrée Homette
- Karl-Heinz Reichel
- Jean Roux
- Henri-Antoine Verdier, Mémoires d'un papi auvergnat 2000.

## Poetas
Poets using Auvergnat:
- Louis Delhostal (1877–1933)
- Faucon, La Henriade de Voltaire, mise en vers burlesques par Faucon, Riom; 1798; Le Conte des deux perdrix
- Roy Gelles, Le Tirage, poem, Clermont, 1836; Le Maire compétent, Clermont, 1841,
- Camille Gandilhon Gens d'Armes
- Ravel, La Paysade, epic poem;
- Joan de Cabanas

## Amostra de texto
Ta la proussouna neisson lieura moé parira pà dïnessà mai dret. Son charjada de razou moé de cousiensà mai lhu fau arjî entremeî lha bei n'eime de freiressà.
Português
Todos os seres humanos nascem livres e iguais em dignidade e direitos. Eles são dotados de razão e consciência e devem agir em relação uns aos outros com espírito de fraternidade. (Artigo 1 da Declaração Universal dos Direitos Humanos)